# VĖB Arena
La VĖB Arena (in russo ВЭБ Арена?), nota in precedenza come Arena CSKA (in russo Арена ЦСКА?), è un impianto sportivo polifunzionale situato a Mosca, in Russia.
Inaugurato il 17 agosto 2016, lo stadio è usato principalmente per le gare casalinghe del CSKA Mosca e della nazionale russa di calcio e ha una capienza di 29 071 spettatori. Sorge nei pressi del Parco Chodynka.

## Storia
I lavori di costruzione dello stadio iniziarono nel 2007, ma furono interrotti e fatti ripartire a più riprese. La pausa più lunga durò 16 mesi, dal 2009 al 2011. In un angolo dello stadio sorge un grattacielo di 142 metri che, nelle intenzioni dei progettisti, ricorda la Coppa UEFA, primo trofeo internazionale vinto da una squadra russa, il CSKA Mosca nel 2004-2005, dopo la dissoluzione dell'Unione Sovietica. 
L'impianto è dotato anche di 1 400 posti auto. 
Il primo match nel nuovo stadio si sarebbe dovuto disputare il 23 luglio 2016, la gara di Supercoppa di Russia tra CSKA e Zenit San Pietroburgo, ma l'incontro fu spostato alla RZD Arena perché non si riuscì a completare in tempo i lavori. L'inaugurazione dello stadio risale al 17 agosto 2016. Il 4 settembre l'impianto ospitò la prima partita, senza spettatori (un'amichevole vinta dal CSKA Mosca per 3-0 contro la Torpedo Mosca). La prima partita ufficiale nello stadio risale invece al 10 settembre 2016, CSKA Mosca-Terek Groznyj 3-0; il primo gol nello stadio in gare ufficiali fu messo a segno da Lacina Traoré.
Il 27 settembre 2016 si tenne il primo match di una competizioni UEFA per club all'Arena CSKA, la partita dei gironi di UEFA Champions League CSKA Mosca-Tottenham 0-1. 
Il 28 febbraio 2017, in seguito alla stipula di un contratto di sponsorizzazione, lo stadio cambiò nome in VĖB Arena, sebbene secondo le regole UEFA, che vietano la ridenominazione degli stadi per ragioni di marketing, l'impianto continui a chiamarsi Arena CSKA. 
Il 4 marzo 2017, in occasione dello 0-0 tra CSKA Mosca e lo Zenit, lo stadio fece registrare un primo primato di affluenza (26 800 spettatori), poi battuto il 7 ottobre seguente dalla partita CSKA Mosca-Manchester Utd 1-4, valida per i gironi di UEFA Champions League, seguita da 29 073 spettatori, e, più di recente, dalla partita CSKA Mosca-Arsenal 2-2, valida per i quarti di finale di Europa League, con 29 284 spettatori. 
Il 9 giugno 2017 vi esordì la Russia, nell'amichevole contro il Cile (1-1).
Nel luglio 2017 ospitò il Park Live 5, festival musicale che vide la partecipazione di System of a Down e Three Days Grace di fronte a oltre 20 000 persone.